# Río Pénzhina
El río Pénzhina (también transliterado como Penshina o Penjina, en ruso: Пенжина) es un importante río costero del noreste de Asia, que discurre por la Siberia Oriental y desagua en el mar de Ojotsk, en la bahía a la que da nombre (bahía de Penjina), al fondo del golfo de Shélijov. El río tiene una longitud de 713 km y drena una cuenca de 73 500 km².
Administrativamente, todo el río discurre por el krai de Kamchatka de la Federación de Rusia.

## Geografía
El río nace en la vertiente oriental de los montes de Magadán, no lejos de la frontera con el óblast de Magadán. Discurre en dirección sureste describiendo varios grandes arcos, un tramo en el que pasa por el asentamiento de Vérjneie Pénzhino. Después comienza a girar describiendo una gran curva en dirección SSO, pasando cerca de Ayanka, Pénzhino, Slautnoye, Oklan, Kámenskoye, Tri Yurty, Manili, Tálovka y Ust-Pénzhino. Desagua formando un amplio estuario en el fondo noriental de la bahía del Pénzhina, una bahía interior del golfo de Shélijov, localizado en la parte septentrional del mar de Ojotsk. En la bahía del Pénzhina también desagua, proveniente del sur, el río Tálovka (de 458 km).
El río discurre en gran parte de su recorrido por una región llana y pantanosa, con numerosos lagos, con un cauce con muchos brazos e islas y frecuentes inundaciones.
Sus principales afluentes son, por la derecha, los ríos Shayboveem (Шайбовеем), Kóndyreva (Кондырева) y Oklan (Оклан); y, por la izquierda, los ríos Ayanka (Аянка), Negro (Чёрная) y Bélaya (Белая), con 304 km de longitud, el más importante de todos.